# ایوت نیکول براون
یوت نیکول براون (انگلیسی: Yvette Nicole Brown؛ زاده ۱۲ اوت ۱۹۷۱) یک هنرپیشه اهل ایالات متحده آمریکا است. وی از سال ۲۰۰۰ میلادی تاکنون مشغول فعالیت بوده‌است.

## گزیدهٔ فیلم‌شناسی
از فیلم‌ها یا برنامه‌های تلویزیونی که وی در آن نقش داشته‌است می‌توان به آثار زیر اشاره کرد.
- جزیره (فیلم ۲۰۰۵) (۲۰۰۵)
- من و بچه (۲۰۰۵)
- دختران رؤیایی (فیلم) (۲۰۰۶)
- ملاقات دیو (۲۰۰۸)
- تندر استوایی (۲۰۰۸)
- هتلی برای سگ‌ها (۲۰۰۹)
- ۵۰۰ روز سامر (۲۰۰۹)
- حقیقت زشت (۲۰۰۹)
- پرسی جکسون و المپ‌نشینان: دریای هیولاها (۲۰۱۳)
- پرنده زرد (فیلم) (۲۰۱۴)
- زیاد ذوق‌زده نشو (۲۰۰۴)
- دو مرد و نصفی (۲۰۰۴)
- دنیای مالکوم (۲۰۰۶)
- دکتر هاوس (۲۰۰۶)
- جنگ در خانه (مجموعه تلویزیونی) (۲۰۰۶)
- اداره (مجموعه تلویزیونی آمریکایی) (۲۰۰۷)
- دارودسته (مجموعه تلویزیونی) (۲۰۰۷)
- بوستون لیگال (۲۰۰۷)
- قواعد نامزدی (۲۰۰۹)
- آی کارلی (۲۰۰۹)
- اجتماع (مجموعه تلویزیونی) (۲۰۰۹–۲۰۱۵)
- مرد خانواده (۲۰۱۱–۲۰۱۴)
- ویکتوریوس (۲۰۱۱)
- چاک (مجموعه تلویزیونی) (۲۰۱۱)
- روزی روزگاری (مجموعه تلویزیونی آمریکایی) (۲۰۱۳)
- غیب‌گو (مجموعه تلویزیونی) (۲۰۱۴)
- بوجک هورسمن (۲۰۱۴)
- زوج عجیب (۲۰۱۵–۲۰۱۷)
- لونی تونز جدید (۲۰۱۵–اکنون)
- استار علیه نیروهای شیطان (۲۰۱۸)
- مام (مجموعه تلویزیونی) (۲۰۱۸–)
- الماس‌های شکسته (اکران نشده)
- خانه لاود (۲۰۱۹)